# Жаба лісова
Жаба лісова (Lithobates sylvaticus) — вид земноводних з роду Американська жаба родини Жаб'ячі.

## Опис
Загальна довжина досягає 5—7 см. Спостерігається статевий диморфізм: самиці більші за самців. За своєю будовою схожа на інших представників свого роду. відрізняється більшими очима, чітко трикутною мордою. Самець має парні внутрішні резонатори. Проте звуки, що вони видають не дуже гучні. Забарвлення спини жовто-коричневе, сіре, помаранчеве, рожеве, коричневе, темно-сіро-зелене. У самиць присутній червонуватий відтінок. По основному фону проходять чорнуваті або темно-коричневі плями. Від ніздрів до кінчика морди проходять темні смуги. Черево має світло-жовтий або зеленувато-білий колір.

## Спосіб життя
Полюбляє різні ландшафти, особливо ялицево-модринові, торф'яні болота. Розмір індивідуальних ділянок, на яких залишається усе літо, в середньому становить 69,5-72,3 м. На лісова жаба втягає денний спосіб життя. Найбільша діяльності цієї жаби спостерігаються між 8-10 і між 16-18 годинами. Ступінь і тривалість її активності прямо пропорційні вологості повітря. Молоді жаби віддають перевагу більш вологі мета, ніж старі жаби. Зростання цих земноводних особливо інтенсивне у молодому віці і майже припиняється до часу статевого дозрівання. У період розмноження зростання зупиняється. Темп його також сповільнюється при зниженні температури і нестачі їжі. Зимує на суходолі, при цьому заривається у ґрунт.
У помірному кліматі приступає до розмноження раніше всіх інших видів жаб. На Алясці її розмноження протягом 12 років починалося між квітнем і 18 травня. Протягом трьох днів, що посередньо передують початку розмноження, середня добова температура становить 6,1 °C. Біля витоків річки Міссісіпі вона розмножується в ставках на пагорбах, а потім розселяється, низинні болота. Сюди ж приходять цьоголітки. Самиця відкладає до 3000—4000 яєць.

## Поширення
Мешкає від Аляски через майже усю Канаду до північних штатів США.